# Hallennes-lez-Haubourdin
Hallennes-lez-Haubourdin è un comune francese di 4.016 abitanti situato nel dipartimento del Nord nella regione dell'Alta Francia.

## Storia

### Antichità
Il ritrovamento di modesti oggetti preistorici dimostra che il sito fu occupato durante il mesolitico (tra il 10.000 e l'8.000 a.C.). All'arrivo dei Romani nel I secolo a.C., questo territorio dipendeva dalla tribù belga dei Menapi. È molto probabile che la strada romana che andava da Tournai a Estaires passasse per Hallennes, ma nessuna prova consente al momento di confermarlo.
Scavi effettuati nel 2013 hanno rivelato tracce di abitazioni di epoca gallica e di una villa gallo-romana.

### Medioevo
Nel 1127, il vescovo di Tournai e Noyon, Simon, menziona la località di Halesnes in una carta di donazione per l'abbazia di Denain. A quel tempo, Hallennes dipendeva dalla chiesa di Haubourdin. Nel 1201 è citata come Alennes nel cartulario dell'abbazia di Notre-Dame di Loos. Nel XIII secolo, Hallennes diventa una parrocchia perché nel 1262 il villaggio poté contare sulla presenza di un sacerdote. A quell'epoca esistevano un mulino e una gogna. Anche se il villaggio era sotto l'influenza dei monaci di Loos, era controllato dalla potente famiglia dei baroni di Wavrin. Nel 1348, Gilles d'Hallennes, cavaliere e signore di Erquinghem (luogo a lungo legato a Hallennes), viene citato per la sua partecipazione alla battaglia di Sluis nel 1340.

### I de Cuinghien
A metà del XV secolo, la signoria di Hallennes passò alla famiglia de Cuinghien. Questa giocherà un ruolo importante in un clima di disordini causato dalle guerre tra la dinastia dei Duchi di Borgogna (da cui dipendeva Hallennes) e i re di Francia. I Cuinghiens, alla fine del XV secolo, edificarono il Château d'Hallennes, nel 1518 fu la volta del campanile e poi, nel 1536, fu ricostruito il coro della chiesa.

### I de Harchies
Nel XVI secolo, la famiglia de Harchies ereditò la signoria. Anche se dimorava spesso nella residenza di Berquin o di Tournai, questa dinastia fu molto legata al villaggio, tanto che alcuni membri scelsero la sua chiesa parrocchiale come luogo di sepoltura. Durante il periodo dei de Harchies, Hallennes fu riunita alla Francia dopo il Trattato di Aquisgrana (1668). Alcuni anni dopo, il re Luigi XIV di Francia innalzò il signore di Hallennes al titolo di conte. Alla morte di Louis Joseph de Harchies, Hallennes passò alla famiglia Nassau, con cui mantenne il legame fino alla Rivoluzione francese.

### Simboli
Lo stemma del comune si blasona: cotissato d'oro e di rosso.
Hallennes-lez-Haubourdin riprende lo scudo della famiglia De Harchies, signori di Hallennes e di Erquinghem-le-Sec dalla fine del XVI secolo alla Rivoluzione francese. Dal loro stemma, Hallennes ha tolto il cantone destro di rosso, che Erquinghem invece ha mantenuto.

## Monumenti e luoghi d'interesse

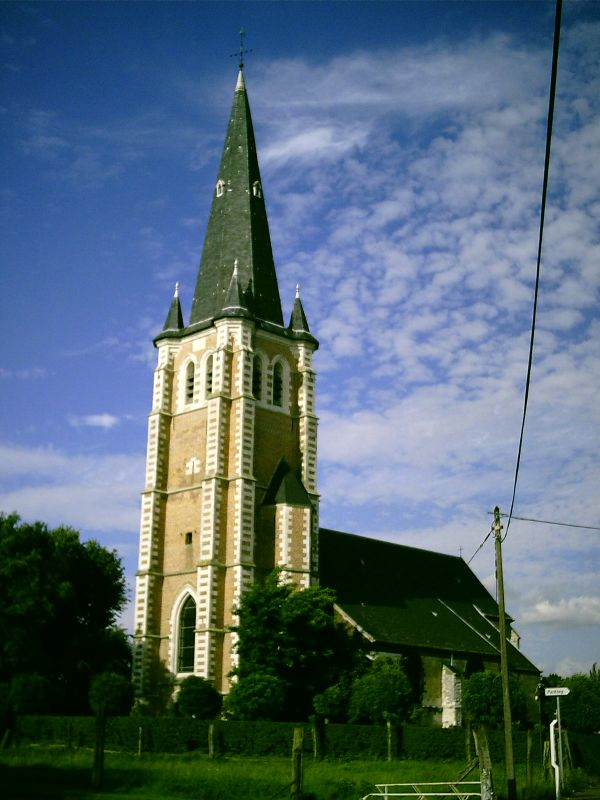
Chiesa di San Vedasto

- Chiesa di San Vedasto (Eglise Saint-Vaast). La navata centrale risale al 1127 ed ha la copertura in ardesia. Il campanile, alto 50 m in pietra di Lezennes e mattoni, risale al 1518 ed è stato incluso nel registro dei Monumenti storici di Francia il 21 giugno 1927.[4] Anche le vetrate, il coro e un Crocifisso situato all'esterno, figurano nell'elenco dei Monumenti storici.

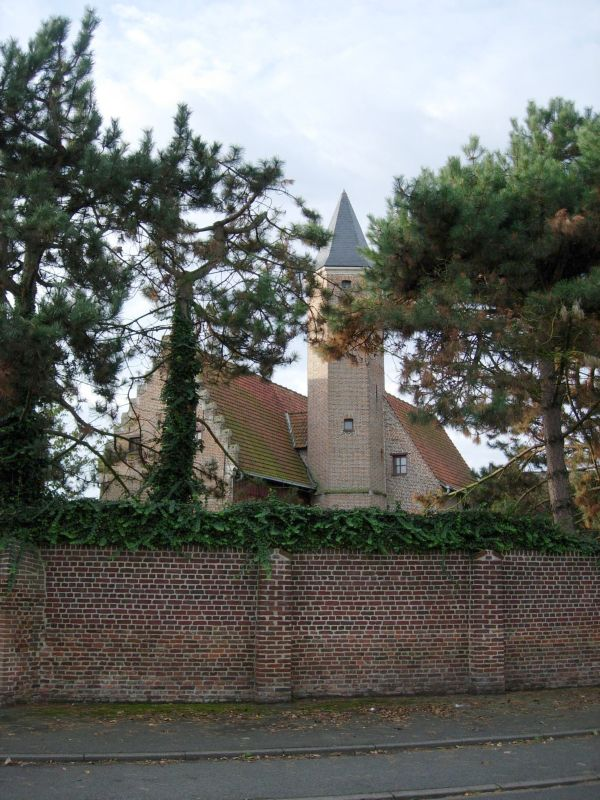
Manoir Château d'Hallennes

- La casa del balivo Château d'Hallennes, fatta costruire nel 1502 da Marc de Cuinghien, allora signore di Hallennes, in stile rinascimentale fiammingo, è caratterizzata da una torre ottagonale e da fronti con timpano a gradoni. È stato inserita nel registro dei Monumenti storici nel 1975.[5] Trasformato tra il XVII e il XVIII secolo in una azienda, è oggi una residenza privata e non è visitabile. Addossata al muro che circonda gli edifici si trova una piccola cappella dedicata a Notre Dame de Grâces costruita tra il 1845 e il 1862.[2]

## Società

### Evoluzione demografica
Abitanti censiti